# Kari edwards
kari edwards, née le 2 décembre 1954 dans l'Illinois et morte le 2 décembre 2006 à San Francisco, est une poétesse et militante trans américaine.

## Biographie
Née en 1954 dans l'Illinois, kari edwards grandit à Westfield, dans l'État de New York.

### Transition et reprise d'études
Après avoir enseigné la sculpture et la performance pendant douze ans à l'Université de Denver, kari edwards change radicalement de vie dans les années 1990. Bien qu'elle conteste cette décision et obtienne finalement gain de cause, elle profite ainsi du fait que l'Université de Denver refuse de la titulariser pour s'engager auprès de publics marginalisés et entamer une transition de genre. Pratiquant désormais le zen, elle s'inscrit également dans un cursus de psychologie contemplative à l'Université Naropa (en), une université bouddhiste à Boulder au sein de laquelle les poètes Allen Ginsberg et Anne Waldman ont par ailleurs fondé la Jack Kerouac School of Disembodied Poetics. Là, en plus de monter un groupe de soutien à destination des étudiants dyslexiques, elle rencontre sa compagne, Frances Blau.

### Carrière poétique
Le même jour où elle commence à prendre un traitement hormonal de substitution féminisant, kari edwards entame la rédaction d'un journal intime, tant pour clarifier ses pensées que pour documenter sa transition. Craignant jusque-là d'étudier à ses côtés du fait de sa dyslexie, elle commence à prendre des cours d'écriture à la Jack Kerouac School à la mort d'Allen Ginsberg. Elle en sort diplômée d'un Master of Fine Arts en 2000, un chapbook imprimé (The Mandala of a Dharma Queen) et un premier livre terminé (post/(pink)).
Avec Frances Blau, elles déménagent ensuite à San Francisco où kari edwards s'investit tant sur la scène poétique qu'auprès de la communauté trans locales. Elle contribue également à la rédaction de Transgender Tapestry, un magazine par et pour les trans dans lequel elle met en avant des auteurs à la poésie avant-gardiste (Trish Salah, Julia Serano), rompant avec les codes jusque-là établis.
Écrivaine très prolifique, kari edwards se voit décerner en 2002 le Prix de la New Langton Arts Bay Area pour la catégorie « Littérature », puis en 2004 le Prix du livre de l'année de Small Press Traffic.

### Mort et publications posthumes
Le 2 décembre 2006, le jour de son anniversaire, kari edwards meurt d'une embolie pulmonaire.
Édité à titre posthume par la poétesse Trace Peterson, succubus in my pocket (2015) remporte en 2016 le premier Prix Lambda Literary pour la catégorie « Poésie transgenre ».
En 2017 parait dôNrm’-lä-püsl chez eth press. Il s'agit d'une version abrégée, éditée par Tina Žigon, du projet sur Jeanne d'Arc auquel travaillait kari edwards avant sa mort. Chercheuse en littérature anglaise, Tina Žigon a consacré sa thèse à l'étude de ce projet ainsi qu'à celle de a day in the life of p..

## Caractéristiques de l’œuvre
Selon Trace Peterson, la poésie de kari edwards a un côté déstabilisant dans la mesure où elle va à l'encontre des règles établies en matière de langue écrite. Ainsi, ne faisant que rarement usage de majuscules, kari edwards a par ailleurs rédigé des livres entiers sans pronoms.
Toujours selon la poétesse et éditrice américaine, a day in the life of p. et succubus in my pocket peuvent être considérés comme s'inscrivant dans le mouvement du New Narrative (en) de San Francisco.

## Œuvre
- (en-US) The Mandala of a Dharma Queen
- (en-US) post/(pink), Scarlet Press, 2000
- (en-US) a day in the life of p., Subpress Collective, 2002 (ISBN 978-1930068186)
- (en-US) a diary of lies, Belladonna Books, 2002
- (en-US) iduna, O Books, 2003, 104 p. (ISBN 978-1-882022-49-6)
- (en-US) obedience, Factory School, 2005
- (en-US) having been blue for charity, BlazeVox, 2006

### Ouvrages publiés à titre posthume
- (en-US) Bharat jiva, Litmus Press, 2009, 116 p. (ISBN 978-0-9819310-0-5)
- (en-US) succubus in my pocket, EOAGH Books, 2015 (ISBN 978-1-4951-8614-1)
- (en-US) dôNrm’-lä-püsl, eth press, 2017, 102 p. (ISBN 978-0-692-37451-1)